# Stadtbefestigung Merkendorf
Die Stadtbefestigung der Stadt Merkendorf im Fränkischen Seenland (Mittelfranken) umläuft die annähernd quadratische Altstadt. Die Stadtmauer aus dem Spätmittelalter ist 1100 m lang und hat acht Türme. Die noch vollständig erhaltene Stadtmauer wird vom Oberen Tor, Unteren Tor und Taschentor unterbrochen.

## Geschichte
Das Kloster Heilsbronn erhielt von König Wenzel 1398 die Erlaubnis, Merkendorf mit einem Graben zu befestigen und einen Jahrmarkt abzuhalten. 
1424 bestätigte König Sigismund dem Kloster das Recht, Merkendorf mit einer Stadtmauer zu umgeben. Die Befestigungsanlage wurde bis Mitte des 15. Jahrhunderts aus Bruch- und Quadersteinen erbaut. Sie wurde im Laufe der Jahrhunderte mehrmals umfassend renoviert, zuletzt 1992.

## Heutiges Erscheinungsbild
Früher war die gesamte Stadtmauer von einem wassergefüllten Graben umgeben. Heute ist nur noch der südöstliche Teil, vom Unteren Tor zum Stadtmauerturm, Gerberstraße 3a, mit Wasser gefüllt. Der Rest des Grabens wurde aufgefüllt. Auf dem größten Teil befinden sich Schrebergärten. 

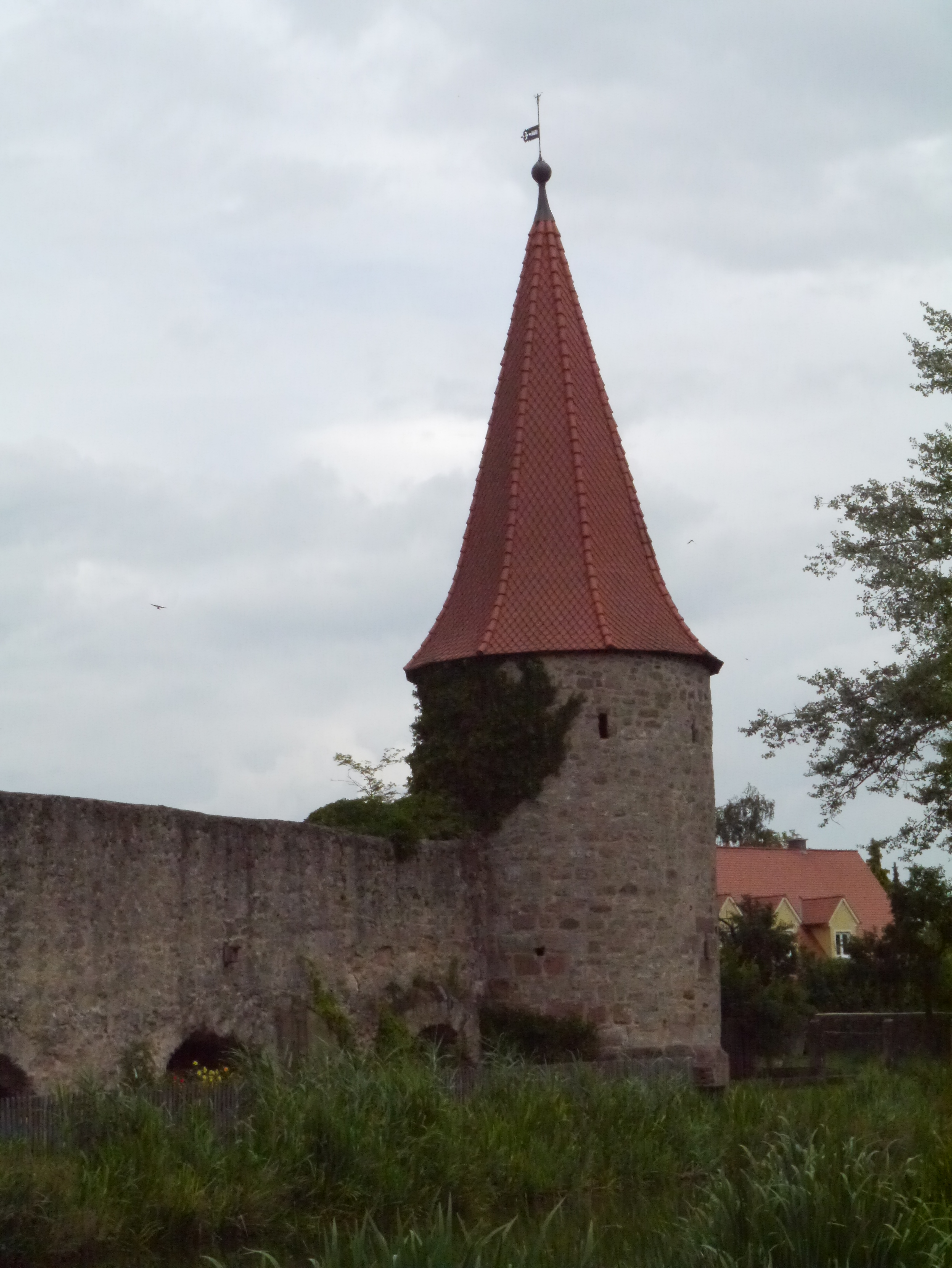
Stadtmauerturm Gerberstraße 3a
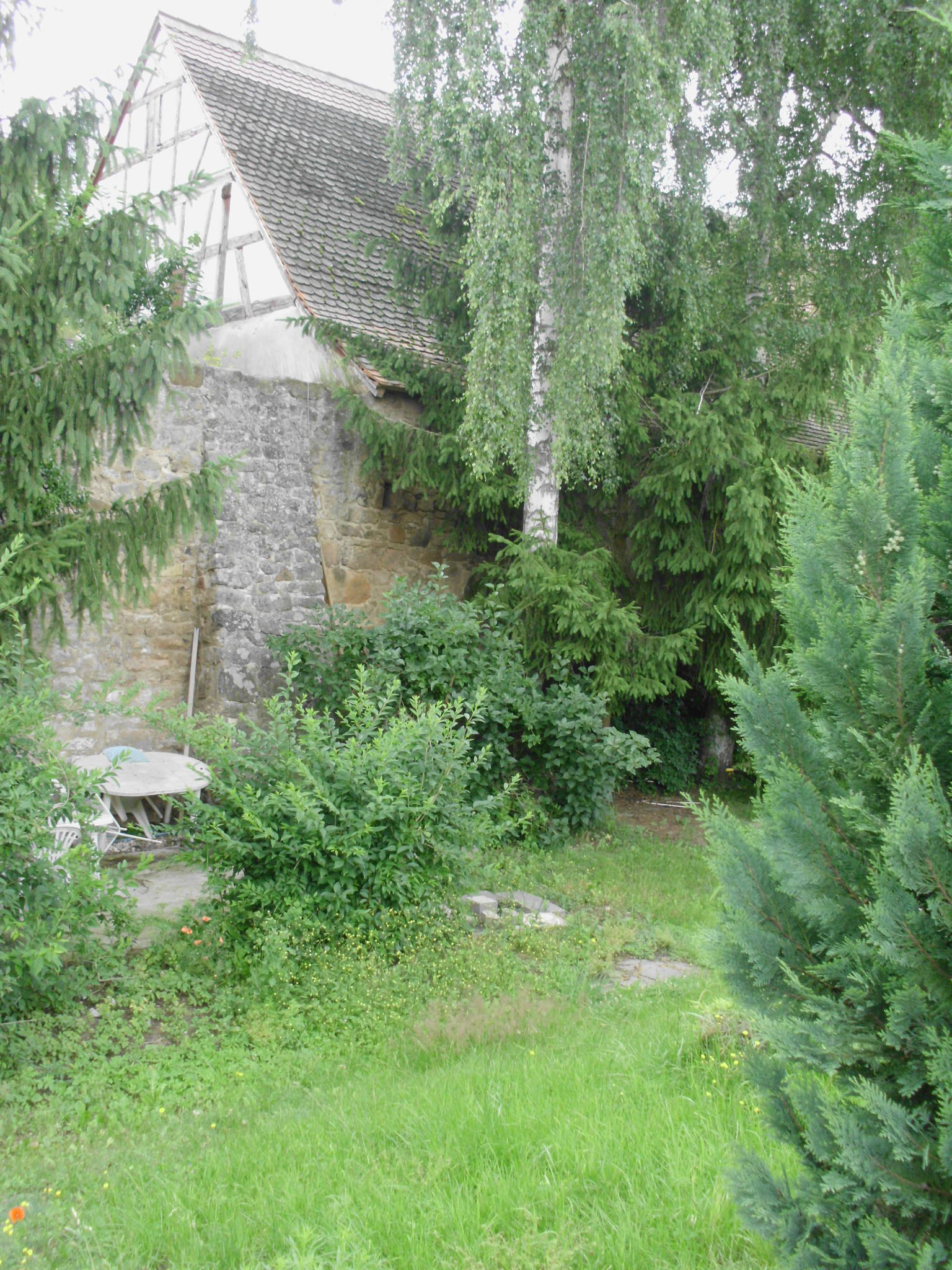
Aufgefüllter Grabenbereich Ringstraße 7–9
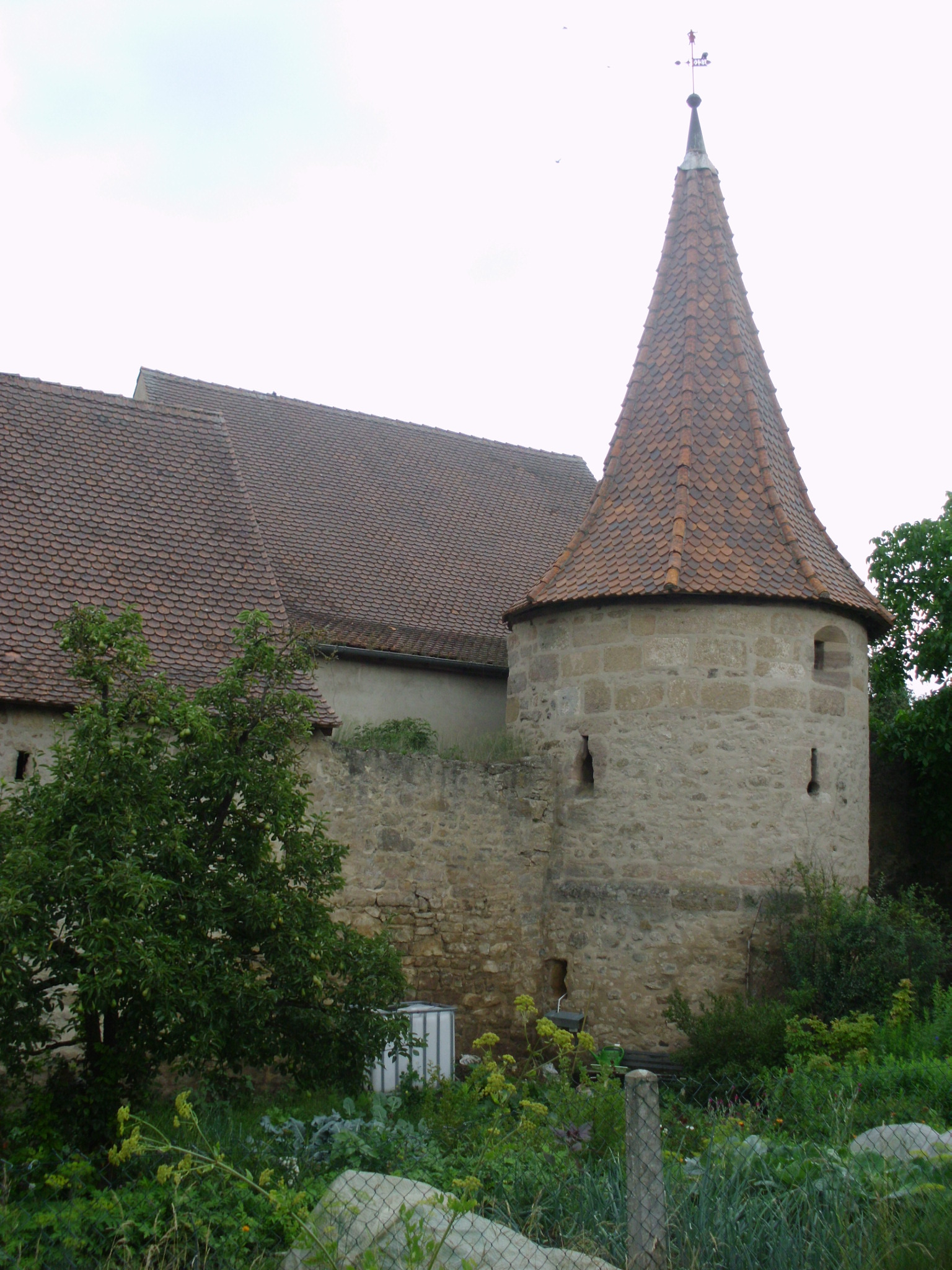
Stadtmauerturm Ringstraße 11/13
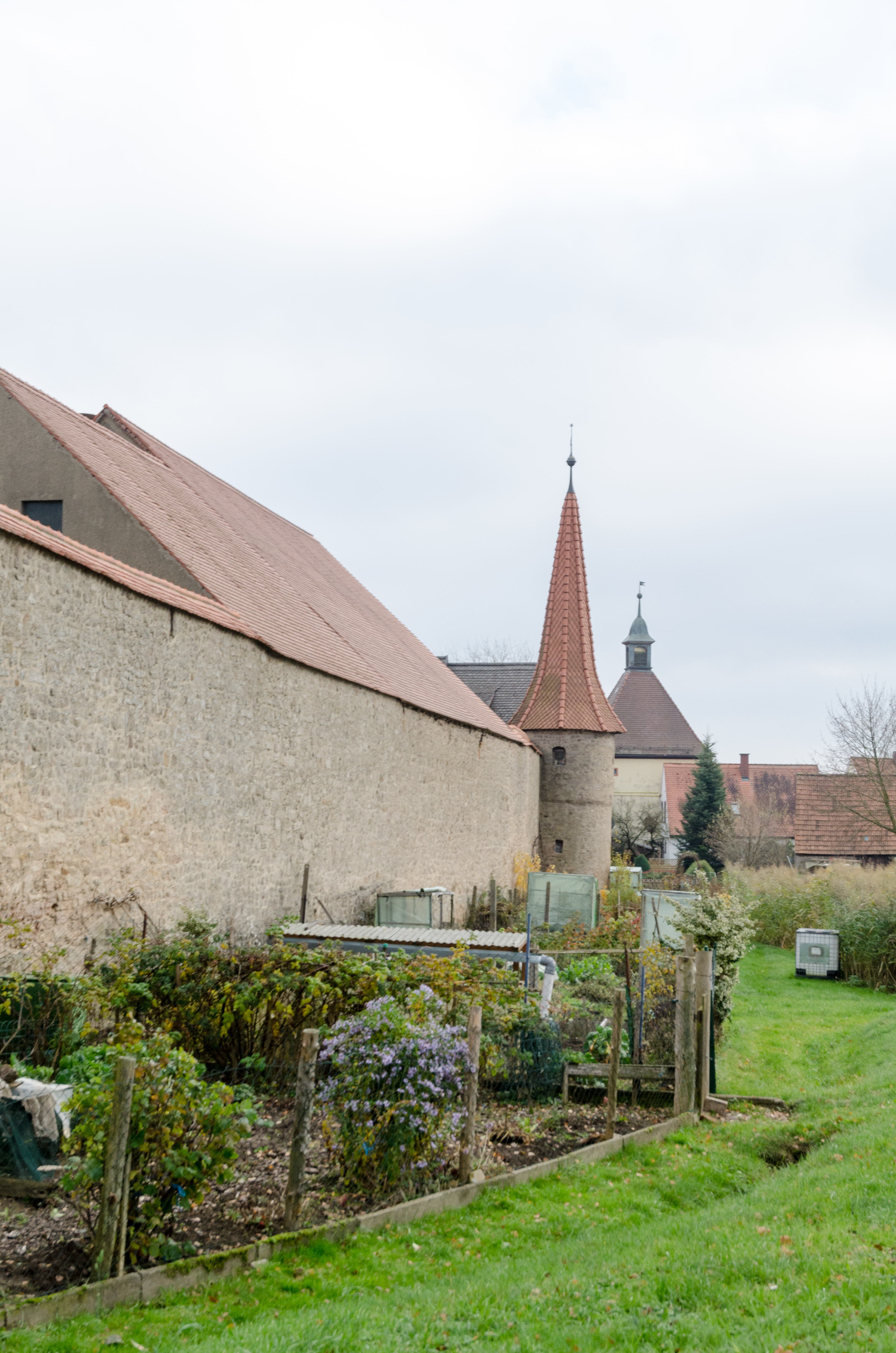
Schrebergärten im aufgefüllten Grabenbereich Schulstraße 22, 24
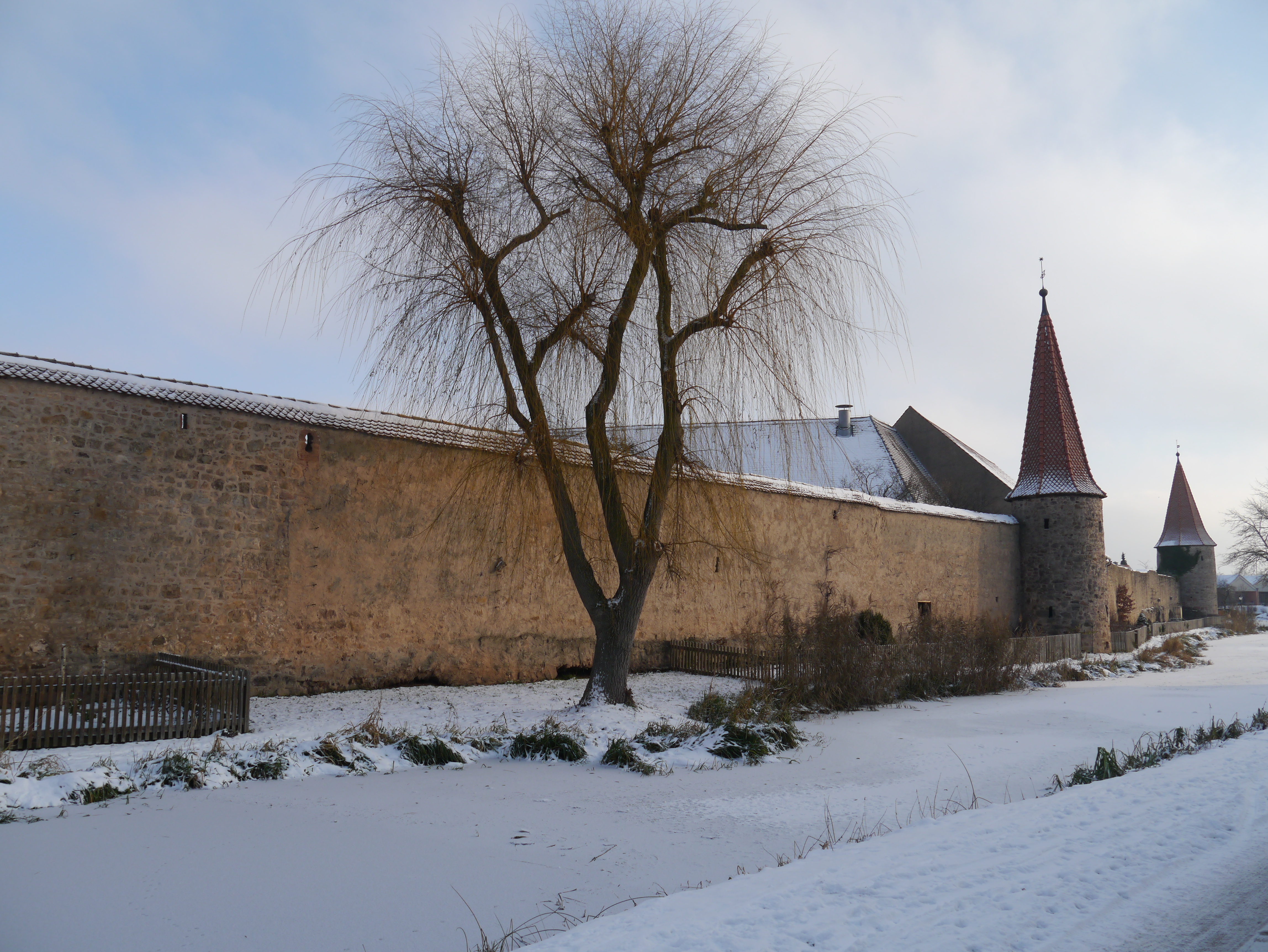
Stadtmauer in Merkendorf im Winter